# Elias Sanbar
Elias Sanbar (Haifa, 1947) es un escritor y ensayista palestino, radicado en Francia desde 1969. Escribe en francés. Es además traductor a esa lengua de la obra del poeta palestino Mahmud Darwix. 

## Biografía
Nacido en Haifa en 1947, su familia, forzada por la creación del estado israelí, abandonó su tierra natal cuando él contaba catorce meses de edad. Creció y estudió en Líbano. En 1969 marchó a París para proseguir sus estudios. Ha enseñado derecho internacional en la Universidad de París VII. También ha sido docente en Líbano y en Estados Unidos, en la Universidad de Princeton. 
En 1981, cofundó la prestigiosa Revue d’études palestiniennes, editada por Les Éditions de Minuit, de la que actualmente es redactor jefe. 
Destacado negociador político, participó en las negociaciones de Washington, en las que dirigió, de 1992 a 1997, la delegación palestina encargada de negociar el destino de los refugiados palestinos. 
En 1988 pasó a ser miembro del Consejo Nacional Palestino. Es embajador de Palestina ante la Unesco. Integra el comité de padrinazgo del Tribunal Russell sobre Palestina.

## Obra
La obra de Elias Sanbar, discípulo del filósofo francés Gilles Deleuze, analiza la creación y transmisión de la identidad nacional palestina desde los tiempos del Imperio Otomano.
Una vez demostrada la existencia de tal identidad, la demanda palestina de un Estado-nación ―única fórmula de legitimación de la soberanía de un pueblo reconocida por el derecho internacional― se torna, según Sanbar, inevitable. 
Tal Estado, según su análisis, podría adoptar una forma binacional o simplemente nacional.
En la vertiente literaria de su obra, destaca su fundamental narración El bien de los ausentes, en la que explora la memoria de los refugiados palestinos y los fundamentos de una vida de exilio.

## Publicaciones
- Dictionnaire amoureux de la Palestine, Paris, Plon, 2010.
- El derecho al retorno. El problema de los refugiados palestinos (con Farouk Mardam-Bey), trad. de Juan Vivanco, Guadarrama, Ediciones del Oriente y el Mediterráneo, 2004.
- Figures du Palestinien. Identité des origines, identité de devenir, París, Gallimard, 2004.
- Les Palestiniens: La Photographie d’une terre et de son peuple de 1839 à nos jours, París, Hazan, 2004.
- Le Bien des absents, Arlés, Actes Sud, 2001.
- Palestine, le pays à venir, París, L’Olivier, 1996.
- Les Palestiniens dans le siècle, col. Découvertes Gallimard (n.º 201), París, Gallimard, 1994.
- Palestine 1948, l’expulsion, París, Les Livres de la Revue d’études palestiniennes, 1984.